# Un lloc tranquil
Un lloc tranquil (títol original en anglès: A Quiet Place) és una pel·lícula de terror estatunidenca coescrita i dirigida per John Krasinski, estrenada l'any 2018. Aquesta pel·lícula ha estat doblada i subtitulada al català.

## Argument
2020. En un món postapocalíptic, els escassos supervivents viuen sota l'amenaça de criatures molt sensibles als sons. Han de romandre així en silenci. Una família de l'Oest Mitjà ha de lluitar per sobreviure, amb una mare a punt de tenir un fill.

## Repartiment
- Emily Blunt: Evelyn Abbott
- John Krasinski: Lee Abbott
- Noah Jupe: Marcus Abbott
- Millicent Simmonds: Regan Abbott
- Cade Woodward: Beau Abbott
- Leon Russom: el vell al bosc

## Producció

### Desenvolupament i gènesi
Els guionistes Scott Beck i Bryan Woods comencen a escriure el guió de rodatge el gener de 2016

### Repartiment de papers
El març de 2017 John Krasinski i la seva dona Emily Blunt es veuen als papers principals.
El mateix John Krasinski contracta Millicent Simmonds pel paper de Regan Abbott, la filla sorda de Lee i de Evelyn; per a diverses raons, no volia una actriu que sentís fent-se la sorda.

### Rodatge
John Krasinski i l'equip del rodatge comencen les preses de vistes el maig de 2017 a l'Estat de Nova York, precisament al comtat de Dutchess, amb l'escenari del rodatge al poble de Pawling així com a la ciutat de Beacon, i el comtat d'Ulster fins al novembre. Hi contracten dels agricultors per conrear vint tones de blats de moro.

## Crítica
- A Rotten Tomatoes, el film té un resultat del 96 % i una mitjana de 8.2 sobre 10 basada en un conjunt de 386 crítiques[9] i a Metacritic, el film té una nota de 82 sobre 100 basada en 55 crítiques.[10]
- El lloc Allociné recull una mitjana dels crítics de 3,7/5, i dels crítics espectadors de 3,8/5.[11]
- Crítica "Estimulant, preciosista en la seva capacitat d'esglaiar-nos, rigorós i senzillament brillant exercici d'estil (...) sempre anteposa el suspens i uns mesurats cops d'efecte (...) Puntuació: ★★★★ (sobre 5)"[12]
- "'A Quiet Place' mostra com es pot modelar un gènere de manera original. Tècnicament polida i aconseguida, amb alguns moments vívids i esgarrifosos."[13]
- "Un èxit emocionant, genuïnament esgarrifós. (...) Un thriller terrorífic amb un cor sorprenentment càlid."[14]

## Seqüela
El 28 de maig de 2021, la pel·lícula Un Lloc Tranquil II va ser llançada als cinemes; aquesta és la seqüela de Un Lloc Tranquil i està dirigida per John Krasinski i hi apareixen actors de la primera pel·lícula, Emily Blunt, Millicent Simmonds i Noah Jupe, i també cares noves: Cilian Murphy i Djimon Hounsou.